# Maroon
Maroon — металкор-группа из Нордхаузен, Германия.

## История
Основанная в германском городе Нордхаузен (Nordhausen) в 1998-м году, группа Maroon (название группы имеет 2 значения: 1 — так называли беглого раба в африканских странах; 2 — тёмно-бордовый, кровавый цвет) до сих пор является одной из ведущих веган-стрейтэдж хардкор-групп в мире на сегодняшний день.
В 1999-м году Maroon выпустили демо-кассету под названием The Initiate («Начало положено»), и это ознаменовало начало новой эры веган-стрейтэдж культуры в Германии. Все 4 песни с него впоследствии нашли место на более поздних релизах.
Их первый CD, Captive in the Room of the Conspirator («Пленник в комнате заговорщика»), был записан на студии Headquarters Studios в Берлине весной 2000 года и выпущен в этом же году на лейбле Kerosene Recordings, уже не действующем в настоящее время. Группа начала гастролировать в Европе, выступая на разогреве у многих хардкор- коллективов, в числе которых были Earth Crisis и Morning Again.
Год спустя Maroon выпустили семидюймовый сплит с группой Absidia на лейбле Crap Chords, и на нём была представлена песня «Wasted» («Опустошённый») с их демо The Initiate. Этой же зимой группа возвращается в студию, чтобы записать сплит с группой Self Conquest под названием TheKey («Ключ»), в этот раз на студии 101 Studios, также в Берлине. Закончив эту запись, изданную Beniihana Records, группа вновь отправляется в турне по Европе и играет на одной сцене с такими коллективами, как Heaven Shall Burn и Caliban.
В ноябре 2001-го Maroon приходят на студию Rape of Harmonies Studios, чтобы записать свой дебютный полноформатный альбом Antagonist ("Противостоящий "), который впоследствии будет выпущен на легендарном американском веган-стрейтэдж хардкор-лейбле Catalyst Records. Лейблом Catalyst руководит Курт Каталист (Kurt Catalyst), фронтмен Birthright и Risen.
После некоторых перемен в составе Maroon сменили лейбл на Alveran Records в 2003-м году и впоследствии переиздали на нём Antagonist. В феврале 2004-го группа появляется на датской студии Antfarm Studio, где записывает новый полноформатный альбом под названием Endorsed by Hate («Поддерживаемый ненавистью»). Сразу после записи оригинальный гитарист Марк Зех (Marc Zech) покинул команду, и его место занял Себастьян Ричи (Sebastian Rieche). Альбом был издан в Европе в июне, и с июля по декабрь 2004-го Maroon отыграли 60 шоу по всей Европе, включая крупные фестивали, такие как With Full Force и Pressure Fest. В октябре группа вновь сменила лейбл, подписав контракт с Century Media Records.
В начале 2005 года Century Media совместно с лейблом Abacus выпустили Endorsed by Hate в Северной Америке.
В марте 2006-го Century Media выпустила новейший полноформатный альбом группы Maroon — When Worlds Collide («Столкновение миров»).

## Дискография
- The Initiate (Demo, 1999)
- Captive in the Room of the Conspirator (EP, 2000)
- Absidia / Maroon (Split, 2001)
- The Key (Split, 2001)
- Antagonist (2002)
- Endorsed By Hate (2004)
- Where The Action Is (Split, 2006)
- When Worlds Collide (2006)
- The Cold Heart Of The Sun (2007)
- Order (2009)